# Dorick McGowan Wright

Wappen von Dorick McGowan Wright

Dorick McGowan Wright (* 15. November 1945 in Belize City; † 15. April 2020) war ein belizischer Priester und römisch-katholischer Bischof von Belize City-Belmopan.

## Leben
Dorick McGowan Wright empfing am 30. April 1980 die Priesterweihe. Bis 1983 war er Pfarrer der Pfarrei La Inmaculada in Orange Walk Town, dann der Kathedralpfarrei der St John’s Cathedral in Belize City.
Papst Johannes Paul II. ernannte ihn am 12. Dezember 2001 zum Titularbischof von Thimida Regia und Weihbischof in Belize City-Belmopan. Der Bischof von Belize City-Belmopan, Osmond Peter Martin, spendete ihm am 4. April des nächsten Jahres die Bischofsweihe; Mitkonsekratoren waren Erzbischof Giacinto Berloco, Apostolischer Nuntius in El Salvador und Belize, und Edgerton Roland Clarke, Erzbischof von Kingston in Jamaika.
Papst Benedikt XVI. ernannte ihn am 18. November 2006 zum Bischof von Belize City-Belmopan.
Am 26. Januar 2017 nahm Papst Franziskus seinen vorzeitigen Rücktritt an.
1961 verloren im Hurrikan Hattie, einem Kategorie-5-Hurrikan, seine Mutter, seine beiden Schwestern und sein jüngerer Bruder Norman ihr Leben. Er selbst überlebte auf einem  Kokosnussbaum.